# Carl Lauenstein (Politiker)

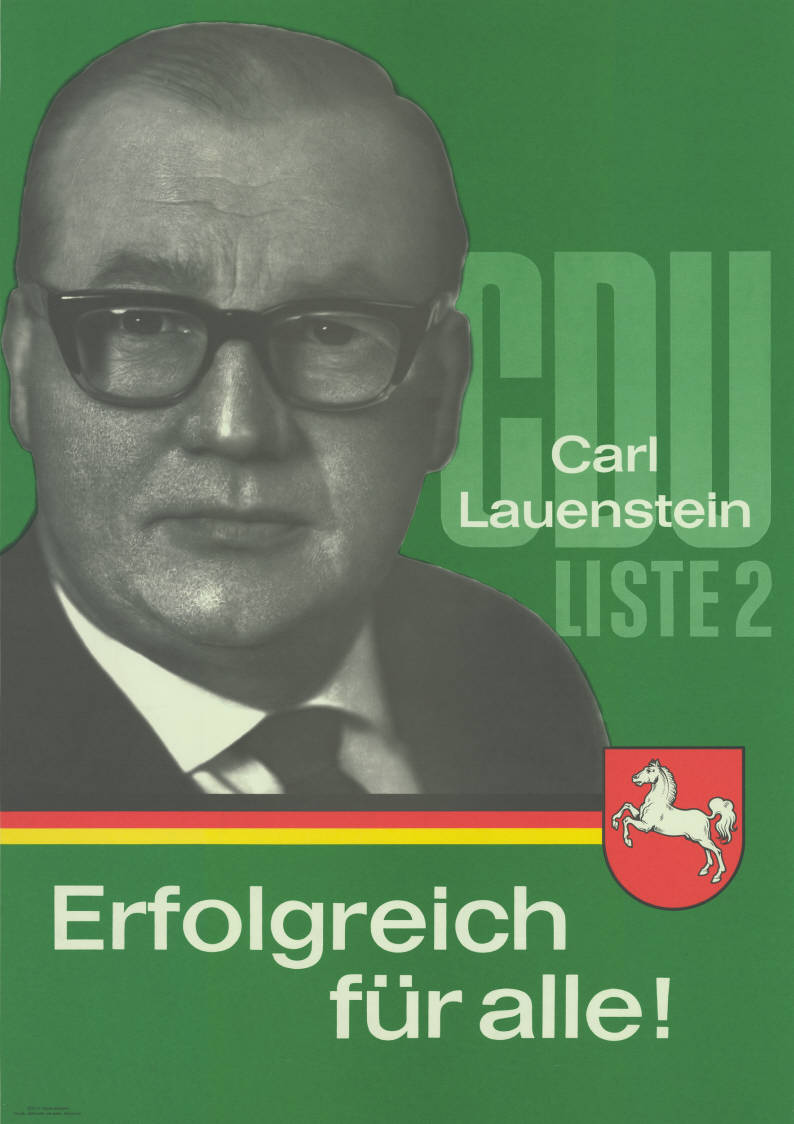
Kandidatenplakat zur Landtagswahl in Niedersachsen 1967

Carl Lauenstein (* 16. September 1919 in Bodenstedt, Landkreis Braunschweig; † 31. Mai 2009 in Vechelde) war ein deutscher Politiker der DP/CDU und Landwirt.

## Leben
Carl Lauenstein besuchte zunächst die Volksschule und danach das Gymnasium. Am Zweiten Weltkrieg nahm er von 1939 bis 1945 teil, er war Batterieführer in einem Artillerieregiment und erhielt mehrere Kriegsauszeichnungen. Zu Kriegsende geriet er in sowjetische Kriegsgefangenschaft (1945–1948).
Nach seiner Rückkehr 1948 arbeitete er als Landwirt. Er war von 1952 bis 1972 als Mitglied des Rates in der ehemaligen Gemeinde Bodenstedt. 1952 zog er zudem für die DP in den Braunschweiger Kreistag ein, wo er bis zu dessen Auflösung 1974 Mitglied war.
Im Jahr 1962 wechselte Lauenstein zur CDU. Von Oktober 1964 bis November 1972 war er ehrenamtlicher Landrat des Landkreises Braunschweig. Ab 1972 war er Mitglied des Rates der Gemeinde Vechelde und dort für eine Legislaturperiode von 1981 bis 1986 ehrenamtlicher Bürgermeister. Ab 1981 war er Abgeordneter im Kreistag des Landkreises Peine.
Vom 6. Mai 1959 bis zum 20. Juni 1986 war Carl Lauenstein Mitglied des Niedersächsischen Landtages (4. bis 10. Wahlperiode). Der CDU-Fraktion gehörte er dabei ab dem 29. März 1962 an.
Er wirkte als Mitglied des CDU-Bundesagrarausschusses und Vorsitzender des CDU-Landesagrarausschusses Braunschweig. Dem Aufsichtsrat der Braunschweiger Zucker AG saß er als Vorsitzender vor.
Carl Lauenstein war verheiratet und hatte drei Kinder.

## Ehrungen
Für sein Wirken erhielt Lauenstein 1983 das Große Verdienstkreuz des Verdienstordens der Bundesrepublik Deutschland.